# Maria Bachok
Maria Bachok (Singapur) es una famosa cantante malaya, que tuvo éxito en la década de los años 1960.

## Biografía
Se hizo conocida en el campo del arte de la voz malaya después de grabar su primer disco en 1969. Además de realizar grabaciones en solitario, María también grabó canciones de coro con varios cantantes masculinos como Jamal Awang, Salim I., R. Ismail, A. Ramlie. y comediantes Jaafar Onn.
Maria Bachok fue emparejada por primera vez con A. Ramlie en un programa de entretenimiento de la televisión de Singapur titulado Istana Pesta en 1971. Finalmente se casaron al año siguiente y fueron bendecidos con una única hija, Marliana, que nació en 1973. Del matrimonio de Marliana, fueron bendecido con dos nietos. 
Desde su matrimonio, María y Ramlie grabaron muchas canciones a dúo hasta finales de los años 1970. Además de las canciones nuevas, los dos también grabaron muchas versiones en hindi y canciones antiguas de películas clásicas malayas. También fueron invitados a cantar en programas de entretenimiento producidos por Radio y Televisión de Singapur (RTS), tanto en radio como en televisión.
Durante el renacimiento del ritmo pop yeh yeh a mediados de la década de 1980, ambos continuaron recibiendo una cálida acogida. En ese momento, esta pareja decidió establecerse en Johor Bahru porque recibieron una oferta para cantar en el Juwita Lounge, propiedad de una cantante de su generación, Hasnah Haron. Sin embargo, su matrimonio no duró mucho después de que se divorciaron en 1988.
Luego María se casó con Mohd. Ashiq, locutor de Radio 2 Singapore Broadcasting Corporation (SBC), un canal de radio en idioma malayo de Singapur.
A pesar de estar divorciados, la relación entre Maria Bachok y A. Ramlie siguió siendo buena hasta que volvieron a grabar sus canciones anteriores a dúo en un álbum recopilatorio titulado Itulah Sayang publicado por SRC en 1996.
Cuando la influencia de una colección de los Beatles, ha introducido los ritmos de pop-yeh yeh entre 1965 a 1971. El término "yeh-yeh pop" se ha tomado del título de la canción popular de The Beatles (She Loves You - Yeh, Yeh, Yeh). La cantante en ese momento de la década de los 60, ha compartido los escenarios junto al grupo kugiran y The Commandos.
Tiene una hija llamada, Mariana, fruto de su matrimonio con el cantante Ramlie bin Ahmad.

## Discografía
1969: Grabación dividida del EP con Jamal Awang acompañado por The Times publicado por Olympic Records.
1970: Grabación dividida del EP con R. Ismail acompañado de The Times publicado por Olympic Records.
1971: Grabación dividida del EP con Salim I. publicada por Panda Records.
1971 - 1972: Grabación con A. Ramlie acompañado de The Commandos (de Indonesia) y The Nite Walkers (de Johor Bahru) en una serie de EP editados por Panda Records.
1974 - 1978: Grabación con A. Ramlie en una serie de EP y LP (titulados Kasih Berbunga Sangam Musim y Kisah Hidup Ini ) publicados por Senada Records.
1996: Grabación con A. Ramlie en el álbum recopilatorio Itulah Sayang lanzado por SRC

### Canciones
- Bunga Kembang
- Jauh Dikenang dekat Disayang
- Kasih Di Hati Sayang Di Mata
- Malam Tujuh Likur
- Pantai Cinta Sayang